# Raimondo Berengario III di Provenza
Raimondo Berengario III di Provenza (1158 – Montpellier, 5 aprile 1181) fu conte di Cerdagna dal 1162 al 1168 e, conte di Provenza, dal 1173 alla sua morte.

## Origine
Secondo la Ex Brevi Historia Comitum Provinciæ e familia comitum Barcinonensium era figlio della regina d'Aragona e contessa di Sobrarbe e Ribagorza, Petronilla e del principe d'Aragona e conte di Barcellona, Gerona, Osona e Cerdagna, Raimondo Berengario IV che, secondo la Ex Brevi Historia Comitum Provinciæ e familia comitum Barcinonensium era figlio del conte di Barcellona, Gerona, Osona e Cerdagna, Raimondo Berengario III e della contessa di Provenza e Gévaudan, Dolce I, figlia primogenita del Visconte di Millau, di Gévaudan, e di Carlat, Gilberto I di Gévaudan e della Contessa di Provenza, Gerberga (come è confermato dalle Note dell'Histoire Générale de Languedoc, Tome II), figlia secondogenita del conte di Provenza, Goffredo I e della moglie Stefania o Dolce (?- dopo il 1096, anno in cui Stefania fece una donazione per l'anima del figlio Bertrando), come viene riportato a pagina 529 delle Note dell'Histoire Générale de Languedoc, Tome II; secondo lo storico Szabolcs de Vajay, Stefania era viscontessa di Marsiglia, figlia del visconte di Marsiglia, Guglielmo II.
Petronilla, secondo la Ex Brevi Historia Comitum Provinciæ e familia comitum Barcinonensium era figlia del re d'Aragona e conte di Sobrarbe e Ribagorza, Ramiro II e della moglie, Matilde (o Agnese) di Poitiers (1103-ca. 1160), figlia legittima del duca d'Aquitania e conte di Poitiers, Guglielmo IX (questa tesi è sostenuta, sia dal Chronicon sancti Maxentii Pictavensis, Chroniques des Eglises d'Anjou che dalla Ex Gestis Comitum Barcinonensium, e anche dalla Crónica de San Juan de la Peña. Infine, secondo le Europäische Stammtafeln, vol II, 58 e 76 (non consultate) era figlia illegittima di Guglielmo IX) e vedova del visconte Emerico V di Thouars (questo matrimonio è confermato dalla donazione n° CXLVII del Cartulaire de l'abbaye de la Sainte-Trinité de Tiron, Tome I, del 1030 circa, fatta unitamente da Emerico e Agnese), che si era dimostrata fertile col suo primo marito, come conferma il documento n° 1159 della Chronique de Robert de Torigni, abbé de Mont-Saint-Michel, Tome I, dove la sposa e chiamata Matilde; e la Ex Fragmentis Chronicorum Comitum Pictaviæ, Ducum Aquitaniæ dove la sposa è chiamata Matilde (Mahauda), detta Agnese (Agnes dicta), che però sostiene, assieme ad altre fonti non primarie che Agnese era la figlia di Guglielmo, signore di Puy-du-Fou.

## Biografia
Alla nascita, avvenuta il 1158, fu battezzato con lo stesso nome del fratello primogenito, Pietro. Infatti in un passo delle Crónicas navarras (Crónicas navarras), si legge « …el conte don Pedro de Provença,...».
In quello stesso passo viene confermato che Pietro era il terzogenito, in quanto, elencando i figli di Raimondo Berengario IV e Petronilla, viene nominato per terzo (don Pedro…el rey don Alfonso, que ovo nombre Remón Belenguer et el conte don Pedro de Provença et el conte don Sancho). Sempre le Crónicas navarras confermano che il primogenito (anche lui di nome Pietro) morì giovane e infatti la Ex Brevi Historia Comitum Provinciæ e familia comitum Barcinonensium lo citano, col nome Raimondo, come secondogenito, dopo il fratello maggiore Ildefonso (Alfonso).
[Nell'agosto del 1161, secondo la Ex Gestis Comitum Barcinonensium, suo padre, Raimondo Berengario IV accompagnò sino a Torino il nipote, il conte di Provenza Raimondo Berengario II, per richiedere ed ottenere la conferma della contea di Provenza da parte dell'imperatore Federico Barbarossa.
Sulla via del ritorno da Torino, a Borgo San Dalmazzo, nel 1162, Raimondo Berengario IV morì (la morte di Raimondo Berengario IV è riportata anche dagli Annales Sancti Victoris Massilienses).
Dopo la morte del padre, Pietro (non aveva ancora assunto il nome di Raimondo Berengario), nel 1162, sotto la tutela della madre, Petronilla, ereditò il titolo di Conte di Cerdagna, incluso la signoria su Narbona e Carcassonne.
Nel 1166, alla morte del cugino, il conte di Provenza, Raimondo Berengario II, che, in competizione con Genova, cercava di espandere la contea verso occidente, tentando di conquistare Nizza (la Ex Brevi Historia Comitum Provinciæ e familia comitum Barcinonensium, conferma che morì a Nizza, mentre gli Annales Sancti Victoris Massilienses confermano che Raimondo Berengario, nipote del conte di Barcellona, mori nel 1066), suo fratello, Alfonso il Casto, rivendicò la contea, in quanto l'erede legittimo, Dolce II di Provenza, era femmina.
Nel 1167, dato che, secondo la Ex Brevi Historia Comitum Provinciæ e familia comitum Barcinonensium la madre di Dolce, Richenza di Polonia, si stava accordando col conte di Tolosa, Raimondo V, Alfonso, con un esercito, entrò in Provenza, spodestò Dolce e s'impadronì della contea, assumendo il titolo di conte Alfonso I di Provenza, come risulta da un documento di quell'anno « "Ildefonsus…rex Aragonensis, comes Barchinonensis, duc Provinciæ"».
Molto probabilmente, dopo aver occupato la Provenza, suo fratello Alfonso II, pur mantenendo il titolo di duca di Provenza, gli affidò il governo della contea, e, nel 1168, Pietro cedette la contea di Cerdagna al fratello Sancho.
Nel 1173, dopo la morte della legittima erede, Dolce II, avvenuta alla fine del 1172 (Dolce morì prima del 12 dicembre 1172, perché, in quella data, secondo il documento CCXXIX, delle Notes de l'Histoire Générale de Languedoc, Tome IV, la nonna, Beatrice confermò nel titolo di contessa di Melgueil, solo sua figlia, Ermessinda e non più Dolce), suo fratello Alfonso II gli cedette il titolo di conte di Provenza.
Nel 1176, assieme al fratello Sancho, riuscirono a conquistare Nizza alla repubblica di Genova.
Fu coinvolto nella guerra tra i signori di Linguadoca ed il conte di Tolosa, Raimondo V.
Fu assassinato, nei pressi di Montpellier il 5 aprile 1181 dagli uomini di Ademaro di Murviel, feudatario del conte di Tolosa. Gli Ex Gestis Comitum Barcinonensium, definendolo un glorioso giovane, che governò la contea di Provenza con molta liberalità, finché visse; ma, nell'anno 1181, fu ucciso da alcuni traditori, nel giorno di Pasqua, e fu portato e tumulato, nella città di Melgueil, mentre gli Annales Sancti Victoris Massilienses confermano che Raimondo Berengario, conte e marchese di Provenza, fratello di Alfonso II, re d'Aragona e conte di Barcellona, uomo nobile e generoso, e amato da tutti, nel giorno della Santa Pasqua fu ucciso a tradimento.
La Provenza passò a suo fratello Sancho, già conte di Cerdagna.

## Matrimonio e discendenza
Tra il 1176 e il 1178, secondo le Europäische Stammtafeln, vol II, 177 (non consultate) Raimondo Berengario fu fidanzato con Eudocia Comnena, appartenente alla famiglia imperiale bizantina dei Comneni (Secondo lo storico Sturdza, M. D, nel suo Dictionnaire Historique et Généalogique des Grandes Familles de Grèce, d'Albanie et de Constantinople sostiene che fosse la nipote di Andronico Comneno (figlio di Giovanni II)); però non ci fu alcun matrimonio, in quanto, nel 1178, Eudocia sposò Guglielmo VIII, signore di Montpellier, come è confermato dalla Histoire de la ville de Montpellier Tome I, che racconta che la principessa, figlia dell'imperatore bizantino, Manuele I Comneno (1118-1180), era venuta nella penisola iberica per sposare Alfonso II; siccome aveva ritardato molto, Alfonso si era già sposato. Allora si era recata a Montpellier, in attesa di una decisione dell'imperatore suo padre; nell'attesa, il signore di Montpellier fu con lei molto galante, tanto che riuscì ad ottenerne la mano.
Secondo la Historia del rey de Aragón Don Jaime I, un'autobiografia del re d'Aragona, Giacomo I, all'inizio del Cap. I, conferma che Eudocia venne nella penisola iberica, a seguito di un accordo tra suo nonno, Alfonso II, ed il padre di Eudocia, l'imperatore bizantino, Manuele I Comneno; quando però arrivò in Aragona, la principessa scoprì che Alfonso si era già sposato con Sancha di Castiglia, e che lo stesso Alfonso II si adoperò per farla sposare con Guglielmo VIII, signore di Montpellier.
Comunque di Raimondo Berengario non si conosce alcuna discendenza.

## Ascendenza
|                                       |                           |                              | Genitori                   |  |  | Nonni |  |  | Bisnonni                             |  |  | Trisnonni                           |  |
|                                       |                           |                              |                            |  |  |       |  |  | Raimondo Berengario II di Barcellona |  |  | Raimondo Berengario I di Barcellona |  |
|                                       |                           |                              |                            |  |  |       |  |  | Raimondo Berengario II di Barcellona |  |  | Raimondo Berengario I di Barcellona |  |
|                                       |                           | Almodis de La Marche         |                            |  |  |       |  |  | Raimondo Berengario II di Barcellona |  |  |                                     |  |
| Raimondo Berengario III di Barcellona |                           |                              |                            |  |  |       |  |  | Raimondo Berengario II di Barcellona |  |  |                                     |  |
|                                       |                           | Matilde d'Altavilla          | Roberto il Guiscardo       |  |  |       |  |  |                                      |  |  |                                     |  |
|                                       |                           | Matilde d'Altavilla          | Roberto il Guiscardo       |  |  |       |  |  |                                      |  |  |                                     |  |
|                                       |                           | Matilde d'Altavilla          | Sichelgaita di Salerno     |  |  |       |  |  |                                      |  |  |                                     |  |
| Raimondo Berengario IV di Barcellona  |                           | Matilde d'Altavilla          |                            |  |  |       |  |  |                                      |  |  |                                     |  |
|                                       |                           | Gilbert I, conte di Gévaudan | …                          |  |  |       |  |  |                                      |  |  |                                     |  |
|                                       |                           | Gilbert I, conte di Gévaudan | …                          |  |  |       |  |  |                                      |  |  |                                     |  |
|                                       |                           | Gilbert I, conte di Gévaudan | …                          |  |  |       |  |  |                                      |  |  |                                     |  |
| Dolce I di Provenza                   |                           | Gilbert I, conte di Gévaudan |                            |  |  |       |  |  |                                      |  |  |                                     |  |
|                                       |                           | Gerberga di Provenza         | Goffredo I di Provenza     |  |  |       |  |  |                                      |  |  |                                     |  |
|                                       |                           | Gerberga di Provenza         | Goffredo I di Provenza     |  |  |       |  |  |                                      |  |  |                                     |  |
|                                       |                           | Gerberga di Provenza         | Stefania                   |  |  |       |  |  |                                      |  |  |                                     |  |
| Raimondo Berengario III di Provenza   |                           | Gerberga di Provenza         |                            |  |  |       |  |  |                                      |  |  |                                     |  |
|                                       | Sancho Ramírez di Aragona | Ramiro I d'Aragona           |                            |  |  |       |  |  |                                      |  |  |                                     |  |
|                                       | Sancho Ramírez di Aragona | Ramiro I d'Aragona           |                            |  |  |       |  |  |                                      |  |  |                                     |  |
|                                       | Sancho Ramírez di Aragona | Gilberga di Foix             |                            |  |  |       |  |  |                                      |  |  |                                     |  |
| Ramiro II di Aragona                  | Sancho Ramírez di Aragona |                              |                            |  |  |       |  |  |                                      |  |  |                                     |  |
|                                       |                           | Felicia di Roucy             | Ilduino IV di Roucy        |  |  |       |  |  |                                      |  |  |                                     |  |
|                                       |                           | Felicia di Roucy             | Ilduino IV di Roucy        |  |  |       |  |  |                                      |  |  |                                     |  |
|                                       |                           | Felicia di Roucy             | Adelaide di Roucy          |  |  |       |  |  |                                      |  |  |                                     |  |
| Petronilla di Aragona                 |                           | Felicia di Roucy             |                            |  |  |       |  |  |                                      |  |  |                                     |  |
|                                       |                           | Guglielmo IX d'Aquitania     | Guglielmo VIII d'Aquitania |  |  |       |  |  |                                      |  |  |                                     |  |
|                                       |                           | Guglielmo IX d'Aquitania     | Guglielmo VIII d'Aquitania |  |  |       |  |  |                                      |  |  |                                     |  |
|                                       |                           | Guglielmo IX d'Aquitania     | Hildegarda di Borgogna     |  |  |       |  |  |                                      |  |  |                                     |  |
| Agnese d'Aquitania                    |                           | Guglielmo IX d'Aquitania     |                            |  |  |       |  |  |                                      |  |  |                                     |  |
|                                       |                           | Filippa di Tolosa            | Guglielmo IV di Tolosa     |  |  |       |  |  |                                      |  |  |                                     |  |
|                                       |                           | Filippa di Tolosa            | Guglielmo IV di Tolosa     |  |  |       |  |  |                                      |  |  |                                     |  |
|                                       |                           | Filippa di Tolosa            | Emma di Mortain            |  |  |       |  |  |                                      |  |  |                                     |  |
|                                       |                           | Filippa di Tolosa            |                            |  |  |       |  |  |                                      |  |  |                                     |  |

### Fonti primarie
- (LA)  Rerum Gallicarum et Francicarum Scriptores, tome XII.
- (LA)  Chronicon sancti Maxentii Pictavensis.
- (LA)  Cartulaire de l'abbaye de la Sainte-Trinité de Tiron, Tome I.
- (LA)  Monumenta Germaniae Historica, Scriptores, Tomus XXIII.
- (LA)  Cartoulaire de Marseille Saint-Victor Tome I.
- (LA)  Histoire Générale de Languedoc, Tome IV, Notes.

### Letteratura storiografica
- Frederick Maurice Powicke, I regni di Filippo Augusto e Luigi VIII di Francia, in Storia del mondo medievale, vol. V, 1999, pp. 776–828;
- Rafael Altamira, La Spagna (1031-1248), in Storia del mondo medievale, vol. V, 1999, pp. 865–896;
- Paul Fournier, Il regno di Borgogna o d'Arles dall'XI al XV secolo, in «Storia del mondo medievale», vol. VII, 1999, pp. 383–410
- Edgar Prestage, Il Portogallo nel Medioevo, in Storia del mondo medievale, vol. VII, 1999, pp. 576–610
- (ES)  Crónica de San Juan de la Peña.
- (LA)  Chronique de Robert de Torigni, abbé de Mont-Saint-Michel, Tome I.
- (FR)  http://gallica.bnf.fr/ark:/12148/bpt6k368425 Histoire de la ville de Montpellier Tome I].
- (ES)  Historia del rey de Aragón Don Jaime I.